# Difusió selectiva
La difusió selectiva (en anglès multicast) és l'enviament de paquets d'informació a múltiples destinataris d'una xarxa informàtica —habitualment Internet— simultàniament. Generalment s'utilitza l'estratègia més eficient per tal de lliurar aquests paquets, evitant haver de fer diverses còpies de la informació; només es creen còpies quan les rutes es divideixen per arribar a diferents destinataris. La difusió selectiva utilitza un rang especial d'adreces denominat rang de classe D. Aquestes adreces no identifiquen nodes sinó un subconjunt de nodes de la xarxa.

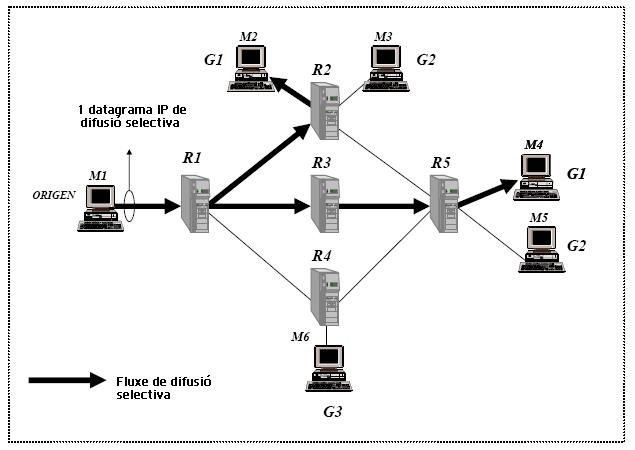
Difusió selectiva

Abans de l'enviament de la informació, han d'establir-se una sèrie de paràmetres que en facilitin l'arribada. Un d'aquests paràmetres és la definició del grup de receptors de la informació, que té associada una adreça d'internet o IP.
La difusió selectiva s'acostuma a utilitzar en la distribució d'audio i video en temps real.

## Multicast a Internet
El multicast en IP és una tècnica de comunicació entre diversos usuaris sobre una arquitectura IP. No necessita saber qui o quants receptors hi ha. El node emissor emet el seu paquet a una direcció de difusió selectiva com si es tractés de qualsevol altre paquet. Aquest paquet és processat per diversos encaminadors intermedis. Aquests encaminadors utilitzen una taula de correspondència que associa cada direcció de multidifusió amb un conjunt de direccions reals de nodes. Un cop determinades les direccions, retransmet una còpia del paquet a cada un dels nodes interessats.
Els conceptes principals en el multicast del IP inclouen una direcció del grup de multicast d'IP, un arbre de la distribució del multicast i la creació d'una direcció de l'arbre al receptor. Una adreça de grup multicast IP és utilitzada per fonts i receptors per enviar i rebre informació. Les fonts utilitzen la direcció del grup com a adreça de destinació IP en els seus paquets. Els receptors utilitzen aquesta direcció de grup per informar a la xarxa que estan interessats en la recepció dels paquets enviats a aquest grup. Per exemple, si un cert contingut s'associa al grup 239.1.1.1, la font enviarà els paquets de dades destinats a 239.1.1.1. Els receptors d'aquest contingut informaran la xarxa que estan interessats en la recepció dels paquets enviats al grup 239.1.1.1. El receptor es "subscriu" al grup 239.1.1.1. El protocol usat pels receptors per subscriure's a un grup s'anomena Internet Group Management Protocol o IGMP.
Un cop els receptors se subscriuen a un grup particular de multicast IP, es construeix un arbre de distribució multicast per aquest grup. El protocol més extensament usat és el Protocol independent multicast o PIM. Aquest configura arbres de distribució multicast tals que els paquets que s'envien a un grup de multicast arriben a tots els receptors que s'han subscrit al grup. Per exemple, tots els paquets enviats al grup 239.1.1.1 són rebuts pels receptors que se subscriguin al 239.1.1.1. Hi ha diverses variants de PIM: Sparse Mode (SM), Dense Mode (DM), Source Specific Mode (SSM) i Bidirectional Mode (Bidir). D'aquests el PIM-SM és el més estès el 2006, encara que SSM i Bidir són més simples i les seves últimes variacions estan guanyant renom.
El multicast en IP no requereix una font, que envia dades a un grup, que conegui els receptors del grup. La construcció de l'arbre del multicast és iniciada pels nodes de la xarxa que estan a prop dels receptors o són els mateixos receptors. Això permet arribar a una gran població de destí.
Mentre que el multicast IP utilitza una direcció donada de multicast, el Multi-Unicast explícit XCAST utilitza les direccions unicast de totes les destinacions. Com que la mida del paquet IP es limita en general, XCAST no es pot utilitzar en els grups multicast amb un nombre gran de destinacions.
Com hem dit anteriorment, cal tenir reservades unes adreces IP. El rang d'adreces "Clase D", són les adreces IP que comencen per "1110". La classe D té reservat un rang de direccions, entre la 224.0.0.0 i la 239.255.255.255. Els 4 bits de major peso de l'adreça IP permeten direccionar entre el valor 224 i el 239. Els 28 bits restants identifiquen el "grup" multicast al que s'envia la informació.
Algunes d'aquestes adreces estan reservades per grups especials de multicast, i no s'han d'usar en una aplicació determinada, ja que estan destinats a un propòsit particular.
- 224.0.0.1 És el grup de tots els ordinadors. Tots els ordinadors d'aquesta xarxa han de respondre i unir-se al multicast.
- 224.0.0.2 és el grup dels encaminadors.
- 224.0.0.4 És el de tots els encaminadors

## Limitacions i Característiques
El model XCAST assumeix que les estacions que participen en la comunicació són conegudes abans de temps, d'aquesta manera pot generar els arbres de distribució i assignar recursos pels elements de la xarxa per avançat. D'altra banda, el model de multicast IP ha estat descrit per l'arquitecte d'internet Dave Clark com "voste posa els paquets en un extrem, i la xarxa conspira per entregar-los a qualsevol persona que els demani."
El model de multicast IP requereix molt més processat dintre de la xarxa que el que fa el model unicast IP basat en l'entrega "best-effort"; aquesta ha estat la causa de certa crítica. Tampoc s'ha mostrat encara cap mecanisme que permeti que el model de multicast IP s'escali a milions de fonts i a milions de grups de multicast; d'aquesta manera encara no és possible fer usos pràctics del multicast en la Internet comercial.
El multicast IP crea l'estat per arbre de distribució multicast a la xarxa. És a dir, els protocols actuals d'encaminament multicast IP no agregen l'estat que correspon a múltiples arbres de distribució. Si un encaminador és part de 1000 arbres de multicast, té 1000 entrades d'encaminament i de reenviament. Com a conseqüència hi ha preocupació sobre l'escalament del multicast a una gran quantitat d'arbres de distribució. De totes maneres, ja que l'estat del multicast només existeix al llarg de l'arbre de distribució és poc probable que un sol encaminador mantingui l'estat per tots els arbres multicast d'Internet. Aquest és un malentès comú comparat amb unicast. Un encaminador d'unicast necessita saber com arribar a la resta de direccions unicast d'Internet, encara que per fer això utilitzi una ruta per defecte. Per aquesta raó, l'agregació és la clau per escalar l'encaminament unicast. També hi ha encaminadors base que porten rutes a centenars de milers perquè contenen la taula d'encaminament d'Internet. D'altra banda, un encaminador multicast no necessita saber arribar a la resta d'arbres multicast d'Internet. Només necessita saber per quins d'ells té receptors. Aquesta és la clau per escalar multicast. És poc viable que els encaminadors base d'Internet necessitin guardar l'estat de tots els arbres de distribución multicast, només necessiten l'estat dels arbres els quals continguin receptors.
A data del 2006, la major part d'esforços per escalar multicast en grans xarxes s'han concentrat en el cas més simple de multicast amb una sola font, que sembla la de computació més senzilla.
Per aquestes raons, i també per raons econòmiques, el multicast IP no està en ús en la Internet comercial. Altres tecnologies de multicast no basades en el multicast IP s'utilitzen més extensament. Aquestes inclouen l'Internet Relay Chat IRC i PSYC, que són més pragmàtiques i s'escalen millor per una gran quantitat de grups petits. L'IRC implementa un spanning tree a través de la seva xarxa mentre que PSYC utilitza estratègies multicast pròpies per conferències. També hi ha algunes tecnologies d'igual a igual que empreen el concepte de multicast en distribuir continguts a múltiples recipients.
El multicast IP es desenvolupa extensament en empreses, borses de valors i xarxes multimèdia d'entrega de continguts. Un ús comú en empreses del multicast IP és per aplicacions IPTV tals com ensenyament a distància i videoconferències.